# Gigi D'Agostino
Luigino Celestino D'Agostino (Turín, 17 de diciembre de 1967),  conocido como Gigi D'Agostino, es un DJ, compositor  y productor discográfico italiano. Es uno de los mayores exponentes del eurodance y del italodance. Actualmente su producción musical se basa principalmente en el estilo lento violento.

## Biografía y Carrera
Juventud y primeros años (1967 - 1986)
Gigi D'Agostino nació en Turín, el 17 de diciembre de 1967. Desde muy pequeño tuvo influencias musicales, ya que su padre era un apasionado del acordeón; y siempre supo lo que quería hacer al crecer: llegar a ser alguien en el mundo de la música disco. Cada día, conectaba los parlantes en el balcón de su casa y ponía música acorde a su estado de ánimo para mostrar a la gente lo que sentía. Durante su juventud, sus padres y él pasaron por más de 50 pueblos y ciudades diferentes buscando un lugar de residencia permanente.
Tuvo trabajos pequeños y para ganar algo de dinero, arreglar las luces en varios clubes, mecánica, repartir comida a domicilio, etc.
El trabajo que posiblemente más le gustó fue el de acomodar la iluminación, incluso relata:
«Primero fui un DJ de luces: trabajaba las luces para nada, esperando tener mi oportunidad pronto...».

Primeros acercamientos (1986 - 1993)
En 1986, cuando la música house era la más popular en todos los clubes, tuvo su oportunidad. El club WoodStock le pidió que volviera después de aquel día. Para el año 1987 empezó a trabajar sus propias mixatas, las cuales son mezclas y mashups diversos creados partiendo de 2 o más canciones que podían ser cortadas o alteradas a mitad de evento para no ser usadas completamente y tener suficiente material para futuros eventos; todo esto usado exclusivamente en fiestas o eventos en  que él estuviera en el escenario. Así pues, creó su primera mixata titulada "Psychodelic, Vol. 1", con tan solo 18 años, siendo sucedida algunos meses más tarde por "Psychodelic, Vol. 2". Estas se centraban en géneros tales como el techno house, el acid house y el italo disco (muy populares en discos y raves italianas en ese entonces). 

Incios de su carrera (1993 - 1999)
Algunos años después tenía su propio personal y dejó de pinchar en pequeñas fiestas y pinchó en Último Impero, uno de los clubes más importantes de Turín. Fue en 1994 cuando organizó un evento de música electrónica, la One-Night Tour.
Se adentró tanto en el campo de la música, que a sus 24 años en 1992 publicaron su remezcla de «Sexo - Sexo», original de Wendy García, y más tarde «Uipy» de Rave Tirolers, ambos trabajos con el sobrenombre de Noise Maker. A partir de aquí, ha estado publicando trabajos uno detrás de otro.  
Se destacan el álbum "Gigi D'Agostino" publicado en 1996,  el cual fue su proyecto más ambicioso y el cual le dio a conocer en Italia; y su gran éxito, un álbum de estudio titulado "L'Amour Toujours", cuyo éxito más grande es la canción con el mismo nombre. También se destacan pistas como Bla Bla Bla, La Passion, Another Way o The Riddle (original de Nik Kershaw). Este proyecto fue tan grande que le hizo saltar a la fama en toda Europa, y le abrió la posibilidad de tener reconocimiento en el mundo entero.
Su filosofía es la de hacer bailar, como indica bien su logo, un ideograma estilo mandarín, llamado mon; usada como representación de él y de su música, presente en varias discografías de Gigi D'Agostino y se ve el símbolo constantemente en su vestimenta, en carátulas de discos y canciones o proyectada en las pantallas en los espectáculos en vivo.

Carrera Posterior (1999 - 2021)
Su canción más popular es sin duda alguna L'Amour Toujours (Small Mix), lanzada en 2001.
En sus últimas producciones destacan In My Mind (2018) con Dynoro, Hollywood (2020) con LA Vision, Beautiful (2021), One More Dance (2021), el EP de Tanzen Lab (2022) y Tanzen Lab 2 (2023), los álbumes de estudio Smoderanza (2020), Slowerland (2020) con Luca Noise, y junto a este artista también sus secuelas, Smoderanza 2 (2023), Slowerland 2 (2021) y Lento Violento Dance (Slowerland 3)(2023).

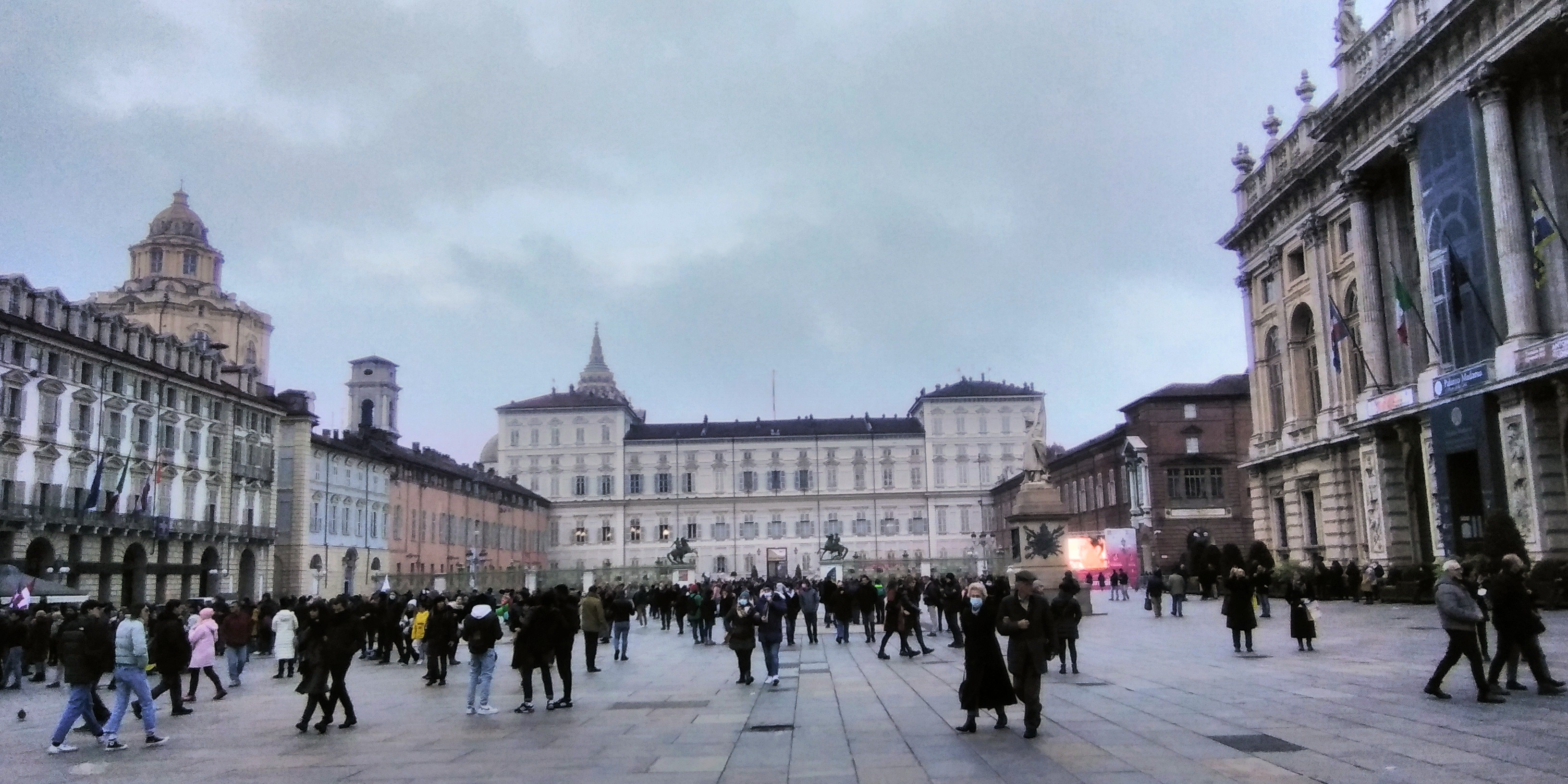
Turín, ciudad natal del DJ.

Es creador del género lento violento, basado en ritmos duros con melodías hipnóticas, de bajas pulsaciones por minuto. Su primera canción con este tipo de influencia fue «Voyage» contenido en su promo «Bla bla bla», en 1999. Este ritmo lento ha evolucionado y con el paso del tiempo, ha ido caracterizando al DJ de Turín hasta ser su piedra angular desde poco antes de 2006. Incluso tiene un álbum de estudio titulado "Lento Violento... È Altre Storie" lanzado El 2007, el cual contiene 35 pistas de este estilo, siendo su segunda producción más extensa, solo por debajo de "5 CD Collection" de 2009, un recopilatorio de 91 canciones contenidas en los discos "Silence e.p. Underconstruction 1" (2004), "Compilation Benessere (CD 1)", "Compilation Benessere (CD 2)" (2005), "Suono Libero (CD 1)" y Suono Libero (CD 2)" (2008).
Tuvo varios programas de radio a través de los años, el primero, fue Il Programmino di Gigi D'Agostino, el cual duro de 2003 a principios de 2004 en Radio Italia Network, que contó con un álbum de estudio donde fueron lanzados todos los inéditos allí presentados. En el 2005 tuvo su nuevo programa ahora en M2O llamado Il Cammino di Gigi D'Agostino que duró de 2005 hasta junio de 2009; y de octubre hasta diciembre de 2009 tuvo su nuevo y último programa de radio en la estación M2O llamado Quello che mi piace, que podía ser escuchado vía internet transmitido a las 14:00 hora italiana, el cual fue cancelado por diferencias entre el artista y la emisora; desde ese punto, el no ha vuelto a tener ninguna producción con ninguna emisora italiana.
El artista siguió realizando después varios conciertos por toda Italia.
Gigi D'Agostino fue líder de artistas en su firma Noisemaker. Un sello que ha creado un grupo de trabajo en los espectáculos con el nombre de Officina Emotiva. En él, estuvieron Luca Noise, Pandolfi, Federico Romanzi y Elena Tanz.
A partir de 2012, Gigi D'Agostino se centró, en particular, sólo a eventos. En 2015 reinterpretó "L'amour toujours" en la versión de Infinite Prospettive Mix, y fue publicado en octubre como adelanto en YouTube; a la par, en pocas semanas el video "Buena Onda (preview)" había alcanzado las 100 mil vistas en su página, y su perfil de Facebook superó la cuota de 1 millón y 352 mil "me gusta".
Bajo el nombre de Lento Violento y Scialadance desde 2018, ha venido publicando varios sencillos y álbumes en su nuevo sello discográfico "Gigi D'Agostino planet", publicando tanto canciones inéditas de sus programas de radio como Il Cammino Di Gigi D'Agostino, como canciones nuevas mostradas en sus eventos en vivo.
En 2019, publicó una nueva EP llamada "Gigi's Time", además de su cuarto álbum llamado "Gigi D'Agostino Collection, Volume 1." en el cual, contiene desde canciones de los años 1999-2000 como L'Amour Toujours en su versión de radio, hasta canciones recientes como Gigi's Time en su versión junto con Luca Noise.

Enfermedad (2022 - 2023)
Gigi D'Agostino declaró vía Facebook e Instagram que sufrió de una "grave enfermedad" que le genera un "dolor constante", y lo ha obligado a acudir a terapias.
El 17 de diciembre de 2021 (día de su cumpleaños 54) escribió:

«Purtroppo da alcuni mesi sto combattendo contro un grave male che mi ha colpito in modo aggressivo...
È un dolore costante... non mi da pace...
La sofferenza mi consuma... mi ha reso molto debole... ma continuo a lottare... spero di trovare un pochino di sollievo....
Grazie per tutti i messaggi di auguri che mi state inviando oggi...
Mi trasmettono tanta forza... mi scaldano il cuore 
Tanto Amore...
Gigi»

«Lamentablemente, desde hace unos meses estoy luchando contra una grave enfermedad que me ha golpeado de forma agresiva...
Es un dolor constante... no me da paz...
El sufrimiento me consume... me ha dejado muy débil... pero sigo luchando... espero encontrar algún alivio...
Gracias por todos los buenos deseos que me están enviando hoy...
Me dan tanta fuerza... calientan mi corazón
Mucho amor...
Gigi»

El 15 de enero de 2022 volvió a escribir:

«Spero che questo nuovo anno mi doni un po di pace e di forza...
Un abbraccio di cose belle a tutti voi...
Grazie per i vostri pensieri...
Tanto Amore 
Gigi...»

«Espero que este nuevo año me de un poco de paz y fuerza...
Un abrazo y cosas lindas para todos ustedes...
Gracias por sus pensamientos...
Mucho amor
Gigi...»

Esto alertó a los fanes, ya que canceló cuatro fechas para concierto en 2017, debido a una enfermedad que lo hacía asistir a terapia, y podría estar relacionado con esto. A comienzos de 2022 canceló un concierto planeado para el 26 de febrero, en el Ẑalgirio Arena, en la ciudad de Kaunas, Lituania; y lo más probable era que faltase al Electric Nation en Graz (aunque el evento fue cancelado).

Posible Recuperación y Retome de Actividades (2023 - presente)
En diciembre de 2023, Gigi D'Agostino publicó en su Instagram (@gigidag) una foto, con el caption "Buonasera" en el que se le veía recuperado y más compuesto. Más temprano ese año también subió una foto sonriente en una visita al lago. El afamado DJ Tiësto comentó en la foto más reciente "What's up, legend" a lo que Gigi respondió "Hello. I had some problems about two years ago, but now I'm better. I'm moving on". Esto dio un atisbo de esperanza y sirvió para creer que verdaderamente estaba experimentando una mejoría en su salud.
Además, Gigi D'Agostino ha estado muy activo desde mediados de 2022, ya que en ese año lanzó los EP "Dance Lullaby" (junio), "Tanzen Lab" (julio), Vibration (agosto), y las 2 partes de "Circo Uonz" (septiembre y noviembre) cada uno con 4 o 6 canciones. 
En 2023 lanzó además el EP "Tanzen Lab 2" (marzo), y los álbumes de estudio "Slowerland 3 (Lento Violento Dance) (2001 - 2021)" (marzo) y "Smoderanza 2" (diciembre). De estos 3 trabajos destacan las pistas "Colorful", "Lunatica Cosmica", "Stolen Dance", "Fly In To The Night", "L'Amour Toujours (Lentanova Mix)", "Fatidiche", "Bella Stagione", "La Passion (Lentanova Mix)", "Fly (Lentanova Mix)" y "I'll Be With You".
Se espera que para el año 2024 realice muchísimas más colaboraciones, trabajos, remixes y proyectos originales. También se espera la expansión de su discográfica, Gigi D'Agostino Planet.

## Discografía

### Álbumes
- 1996: Gigi D'Agostino
- 1999: L'amour toujours
- 2004: L'amour toujours II
- 2019: Gigi D'Agostino Collection Volume 1
- 2019: Gigi D'Agostino Collection Volume 2
- 2020: Lentonauta Film (Lento Violento)
- 2020: Slowerland (Gigi D'Agostino & Lento Violento)
- 2020: Mantra Dag (Lento Violento)
- 2020: Smoderanza (Gigi D'Agostino & Luca Noise)
- 2020: Lentonauta (Lento Violento)
- 2020: Lentonauta 2 - Mondo Dag Experience (Lento Violento)

### Compilaciones
- 1996: A Journey into Space
- 1996: Le Voyage '96 - Best of Dream Music
- 1996: The Greatest Hits
- 1998: Only DJ Dos
- 1999: Noisemaker Volume Three
- 2000: Gigi D'Agostino
- 2000: I Love Dance
- 2001: Untitled
- 2001: Gigi the Best
- 2002: L'Amour Toujours
- 2003: Il Programmino di Gigi D'Agostino
- 2003: 1° CAP
- 2003: 2° CAP
- 2004: Club Stars Gold
- 2006: Some Experiments
- 2007: Lento violento... e altre storie
- 2008: Suono libero
- 2009: The Essential Gigi D'Agostino
- 2012: Best Of
- 2013: 5 CD Collection
- 2015: The Remix Collection
- 2016: Deluxe Box

### EP & Sencillos
- 1994: Creative Nature Vol. 1
- 1994: Creative Nature Vol. 2
- 1994: Experiments
- 1994: Noisemaker Theme/Cathodic Tube
- 1994: The Mind's Journey
- 1995: Melody Voyager
- 1995: Sweetly
- 1996: Angel's Symphony
- 1996: New Year's Day
- 1996: Elektro Message/Gigi's Violin
- 1996: I Need Your Love/Angel's Symphony
- 1997: Music: An Echo Deep Inside
- 1997: Music: An Echo Deep Inside (Rmx)
- 1997: Gin Lemon
- 1997: Gin Lemon EP
- 1998: Cuba Libre
- 1998: Elisir
- 1999: Tanzen
- 1999: Bla Bla Bla
- 1999: The Riddle
- 2000: La Passion
- 2000: La Passion EP
- 2000: Tecno Fes
- 2000: Tecno Fes Vol. 2
- 2000: Another Way
- 2000: Super
- 2000: Noisemaker Theme 2000
- 2000: The Riddle/Bla Bla Bla
- 2000: L'Amour Toujours
- 2001: L'Amour Toujours (I'll fly with you)/Sandstorm
- 2001: Club Classics
- 2001: L'Amour Toujours (I'll fly with you)/Another Way
- 2001: Another Way/Super
- 2003: Silence
- 2003: Silence EP Underconstruction Volume 1
- 2003: Underconstruction 2 Silence Remix
- 2004: Underconstruction 3 Remix
- 2004: NM057
- 2004: Summer Of Energy
- 2004: Soleado
- 2004: Gigi's Goodnight
- 2004: Con Il Nastro Rosa
- 2005: I Wonder Why
- 2005: Wellfare
- 2008: Tutto Apposto A Ferragosto
- 2009: I Can't Hel Myself (Re-Con Remix)/I'll fly with you (Re-Con Remix)
- 2010: Bla Bla Bla 2K10
- 2012: L'Amour Toujours 2012
- 2018: In My Mind
- 2018: You Spin Me Round
- 2019: Gigi's Time
- 2020: Hollywood
- 2020: In & Out
- 2020: Beautiful
- 2021: Lasciatemi Perdere/Improvvisazione Sonore/Viaggi Senza Destinazione
- 2022: Vibration
- 2022: Circo Uonz (B Side)
- 2022: Circo Uonz 2 (B Side)

### DJ Mixes
- 1996: Le voyage '96 - Compilation
- 1996: Le Voyage Estate
- 2001: Il grande viaggio di Gigi D'Agostino Vol. 1
- 2003: Live at Altromondo
- 2004: At Altromondo Part II
- 2004: Compilation
- 2005: I Wonder Why
- 2010: Ieri e oggi mix Vol. 1
- 2010: Ieri e oggi mix Vol. 2

### Otros proyectos
- 2003: Sonata (Vision 2)
- 2003: Untitled
- 2004: Momento Contento - Radio
- 2004: Ascolta Qualche Brano
- 2011: Stay With Me
- 2012: Viaggetto
- 2019: Nostalgia Solare
- 2019: What The Bam
- 2019: Words Are So Easy To Say
- 2019: Stay With Me
- 2019: L'Amour Toujours (Dancing DJs Remix)
- 2021: One More Dance
- 2021: Never Be Lonely
- 2021: The Love Do Do